# Ernst Kletter von Gromnik
Ernst Kletter Edler von Gromnik (Brno, 22. rujna 1858. – Plzeň, 16. veljače 1932.) je bio austrougarski general i vojni zapovjednik. Tijekom Prvog svjetskog rata zapovijedao je 106. landšturmskom divizijom, te IX., VI. i XXII. korpusom.

## Vojna karijera
Ernst Kletter je rođen 22. rujna 1858. u Brnu. U vojsku je stupio 1878. godine služeći u 8. pješačkoj pukovniji. U svibnju 1880. promaknut je u čin poručnika, dok je 1885. unaprijeđen u natporučnika. Godine 1887. zavrršava Vojnu akademiju u Beču, nakon čega je raspoređen na službu u Glavni stožer. U studenom 1891. unaprijeđen je u čin satnika, nakon čega služi u stožeru IX., te potom V. korpusa. Od 1896. služi u 8. pješačkoj pukovniji, da bi godinu dana poslije bio premješten na službu u 12. pješačku pukovniju. U studenom 1898. promaknut je u čin bojnika, dok je čin potpukovnika dostigao u svibnju 1903. od kada služi u 2. tirolskoj lovačkoj pukovniji. U svibnju 1906. unaprijeđen je u pukovnika, dok dvije godine poslije, u svibnju 1908. postaje zapovjednikom 2. tirolske lovačke pukovnije. U studenom 1911. promaknut je u čin general bojnika, te s tim činom dočekuje i početak Prvog svjetskog rata.

## Prvi svjetski rat
U studenom 1914. Kletter je imenovan zapovjednikom 106. landšturmske divizije, dok je u siječnju 1915. promaknut u čin podmaršala. Zapovijedajući 106. landšturmskom divizijom sudjeluje u ofenzivi Gorlice-Tarnow. Nakon toga, u rujnu 1916. imenovan je zapovjednikom Carske zaštitne divizije kojom zapovijeda mjesec dana, do listopada 1916., kada od Rudolfa Kraliceka preuzima zapovjedništvo nad IX. korpusom. Devetim korpusom zapovijeda do rujna 1917. kada postaje zapovjednikom Grupe Kletter kojom zapovijeda do siječnja 1918. godine.
U veljači 1918. imenovan je zapovjednikom VI. korpusa koji se na nalazio u sastavu 11. armije pod zapovjedništvom  Viktora von Scheuchenstuela. S VI. korpusom sudjeluje u Bitci na Piavi nakon koje bitke u srpnju preuzima zapovjedništvo nad XXII. korpusom. Prije toga, u svibnju, promaknut je u čin generala pješaštva. Zapovijedajući XXII. korpusom u sastavu Sočanske armije sudjeluje u Bitci kod Vittoria Veneta posljednjoj bitci na Talijanskom bojištu.

## Poslije rata
Nakon završetka rata Kletter je s 1. siječnjem 1919. umirovljen. Preminuo je 16. veljače 1932. u 74. godini života u Plzeňu.

## Vanjske poveznice
(eng.) Ernst Kletter von Gromnik na stranici Armedconflicts.com

(eng.) Ernst Kletter von Gromnik na stranici Axis History Forum